# Kodeks 0226
Kodeks 0226 (Gregory-Aland no. 0226) – grecki kodeks uncjalny Nowego Testamentu na pergaminie, paleograficznie datowany na V wiek. Do naszych czasów zachował się fragment jednej karty kodeksu. Jest przechowywany w Wiedniu. Cytowany w krytycznych wydaniach greckiego Nowego Testamentu.

## Opis
Do naszych czasów zachował się fragment 1 karty, z tekstem Pierwszego Listu do Tesaloniczan (4,16-5,5). Oryginalne karty kodeksu miały rozmiar 17 na 12 cm.
Tekst pisany jest dwoma kolumnami na stronę, w 25 linijkach w kolumnie, 10-12 liter w linijce tekstu.

## Tekst
Fragment reprezentuje mieszaną tradycję tekstualną. Kurt Aland zaklasyfikował go do kategorii III, co oznacza, że jest ważny dla odtworzenia oryginalnego tekstu Nowego Testamentu.

## Historia
Rękopis datowany jest przez INTF na V wiek . Nieznane jest miejsce, z którego pochodzi fragment.
Na listę rękopisów Nowego Testamentu wciągnął go Kurt Aland w 1953 roku, oznaczając go przy pomocy siglum 0226.
Transkrypcję tekstu opublikował Peter Sanz w 1946. Faksymile fragmentu wydał Guglielmo Cavallo w 1967 oraz Porterowie w 2008 roku.
Rękopis przechowywany jest w Austriackiej Bibliotece Narodowej (Pap. G. 31489) w Wiedniu .